# Vòng loại Giải vô địch bóng đá nữ U-17 châu Âu 2015
Vòng loại Giải vô địch bóng đá nữ U-17 châu Âu 2015 diễn ra từ tháng 9 năm 2014 tới tháng 4 năm 2015 nhằm xác định bảy đội tuyển dự vòng chung kết cùng chủ nhà Iceland. Có tổng cộng 43 đội tuyển thuộc UEFA tham dự vòng loại.
Giải đấu vòng loại gồm hai vòng.

## Vòng một
Các đội Pháp, Đức và Tây Ban Nha được đặc cách vào thẳng vòng hai. 40 đội còn lại được chia làm 10 bảng, chọn ra 21 đội (10 đội nhất, 10 đội nhì và 1 đội thứ ba xuất sắc nhất) lọt vào vòng hai.
Giờ thi đấu từ ngày 25 tháng 10 năm 2014 trở về trước là CEST (UTC+2), còn về sau là giờ CET (UTC+1).

### Bảng 1
| VT | Đội          | ST | T | H | B | BT | BB | HS  | Đ | Giành quyền tham dự |
| -- | ------------ | -- | - | - | - | -- | -- | --- | - | ------------------- |
| 1  | Anh          | 3  | 3 | 0 | 0 | 18 | 1  | +17 | 9 | Vòng hai            |
| 2  | Nga          | 3  | 2 | 0 | 1 | 9  | 5  | +4  | 6 | Vòng hai            |
| 3  | Bulgaria (H) | 3  | 1 | 0 | 2 | 2  | 6  | −4  | 3 |                     |
| 4  | Moldova      | 3  | 0 | 0 | 3 | 1  | 18 | −17 | 0 |                     |

| Anh                                                                                                  | 9–0      | Moldova |
| --- | -------- | ------- |
| Plumptre 19', 54' · Kelly 31', 65' · Russo 33' · Brown 51' · Pacheco 53' · Catline 77' · Stanway 80' | Chi tiết |         |

| Nga         | 1–0      | Bulgaria |
| ----------- | -------- | -------- |
| Trikina 50' | Chi tiết |          |

| Anh                                         | 5–0      | Bulgaria |
| ------------------------------------------- | -------- | -------- |
| Cain 13' · Fisk 30', 57' · Stanway 72', 75' | Chi tiết |          |

| Moldova   | 1–7      | Nga                                                                                    |
| --------- | -------- | -------------------------------------------------------------------------------------- |
| Țabur 32' | Chi tiết | Trikina 5' · Voloshina 43' · Drozdova 54' · Bespalikova 62' · Zarubina 72', 79', 80+2' |

| Nga                  | 1–4      | Anh                                |
| -------------------- | -------- | ---------------------------------- |
| Shvedova 32' (ph.đ.) | Chi tiết | Kelly 6' · Stanway 27', 66', 80+5' |

| Bulgaria                          | 2–0      | Moldova |
| --------------------------------- | -------- | ------- |
| Angelova 4' (ph.đ.) · Petrova 77' | Chi tiết |         |

### Bảng 2
| VT | Đội                  | ST | T | H | B | BT | BB | HS  | Đ | Giành quyền tham dự |
| -- | -------------------- | -- | - | - | - | -- | -- | --- | - | ------------------- |
| 1  | Phần Lan             | 3  | 3 | 0 | 0 | 19 | 0  | +19 | 9 | Vòng hai            |
| 2  | Ba Lan               | 3  | 2 | 0 | 1 | 9  | 2  | +7  | 6 | Vòng hai            |
| 3  | Bosna và Hercegovina | 3  | 1 | 0 | 2 | 1  | 13 | −12 | 3 |                     |
| 4  | Estonia (H)          | 3  | 0 | 0 | 3 | 0  | 14 | −14 | 0 |                     |

| Ba Lan                                                           | 5–0      | Estonia |
| ---------------------------------------------------------------- | -------- | ------- |
| Miłek 20', 29' · Botor 36' · Jędrzejewicz 57' · Turkiewicz 80+2' | Chi tiết |         |

| Phần Lan                                                                                | 9–0      | Bosna và Hercegovina |
| --------------------------------------------------------------------------------------- | -------- | -------------------- |
| Summanen 5' (ph.đ.) · Kröger 14', 40', 77', 80+2' · Ukkonen 20', 26', 31' · Kosunen 43' | Chi tiết |                      |

| Ba Lan                                     | 4–0      | Bosna và Hercegovina |
| ------------------------------------------ | -------- | -------------------- |
| Zawistowska 12' · Miłek 21', 31' · Fil 54' | Chi tiết |                      |

| Estonia | 0–8      | Phần Lan                                                                       |
| ------- | -------- | ------------------------------------------------------------------------------ |
|         | Chi tiết | Rantala 3', 47', 56', 64' · Ukkonen 6', 43' · Räämet 44' (l.n.) · Rantanen 58' |

| Phần Lan                    | 2–0      | Ba Lan |
| --------------------------- | -------- | ------ |
| Rantanen 22' · Kröger 80+1' | Chi tiết |        |

| Bosna và Hercegovina     | 1–0      | Estonia |
| ------------------------ | -------- | ------- |
| Tereštšenkova 72' (l.n.) | Chi tiết |         |

### Bảng 3
| VT | Đội         | ST | T | H | B | BT | BB | HS | Đ | Giành quyền tham dự |
| -- | ----------- | -- | - | - | - | -- | -- | -- | - | ------------------- |
| 1  | Thụy Sĩ     | 3  | 3 | 0 | 0 | 10 | 1  | +9 | 9 | Vòng hai            |
| 2  | Hungary (H) | 3  | 2 | 0 | 1 | 5  | 4  | +1 | 6 | Vòng hai            |
| 3  | Bồ Đào Nha  | 3  | 1 | 0 | 2 | 3  | 4  | −1 | 3 |                     |
| 4  | Azerbaijan  | 3  | 0 | 0 | 3 | 1  | 10 | −9 | 0 |                     |

| Thụy Sĩ                                              | 5–0      | Azerbaijan |
| ---------------------------------------------------- | -------- | ---------- |
| Mégroz 8' · Surdez 11', 15' · Schürch 36' · Hoti 52' | Chi tiết |            |

| Hungary         | 2–0      | Bồ Đào Nha |
| --------------- | -------- | ---------- |
| Kocsán 34', 53' | Chi tiết |            |

| Thụy Sĩ                 | 2–1      | Bồ Đào Nha    |
| ----------------------- | -------- | ------------- |
| Dubs 22' · Surdez 80+1' | Chi tiết | Cheganças 13' |

| Azerbaijan  | 1–3      | Hungary                                 |
| ----------- | -------- | --------------------------------------- |
| Ozdemir 52' | Chi tiết | Magyarics 39', 71' · C. Krascsenics 77' |

| Hungary | 0–3      | Thụy Sĩ                              |
| ------- | -------- | ------------------------------------ |
|         | Chi tiết | Felder 35' · Jenzer 57' · Dubs 80+1' |

| Bồ Đào Nha               | 2–0      | Azerbaijan |
| ------------------------ | -------- | ---------- |
| Seca 40+1' · Marques 55' | Chi tiết |            |

### Bảng 4
| VT | Đội              | ST | T | H | B | BT | BB | HS | Đ | Giành quyền tham dự |
| -- | ---------------- | -- | - | - | - | -- | -- | -- | - | ------------------- |
| 1  | Cộng hòa Ireland | 3  | 2 | 1 | 0 | 5  | 1  | +4 | 7 | Vòng hai            |
| 2  | Serbia (H)       | 3  | 1 | 2 | 0 | 6  | 3  | +3 | 5 | Vòng hai            |
| 3  | România          | 3  | 0 | 2 | 1 | 4  | 6  | −2 | 2 | Vòng hai            |
| 4  | Litva            | 3  | 0 | 1 | 2 | 4  | 9  | −5 | 1 |                     |

| Cộng hòa Ireland        | 2–0      | Litva |
| ----------------------- | -------- | ----- |
| McKevitt 12' · Finn 42' | Chi tiết |       |

| Serbia        | 1–1      | România             |
| ------------- | -------- | ------------------- |
| Kovačević 65' | Chi tiết | Golubović 8' (l.n.) |

| Cộng hòa Ireland            | 2–0      | România |
| --------------------------- | -------- | ------- |
| Farrelly 18' · McKevitt 56' | Chi tiết |         |

| Litva          | 1–4      | Serbia                                       |
| -------------- | -------- | -------------------------------------------- |
| Gedminaitė 62' | Chi tiết | Poljak 55', 73' · Knežević 64' · Burkert 70' |

| România             | 3–3      | Litva                                          |
| ------------------- | -------- | ---------------------------------------------- |
| Indrei 8', 59', 71' | Chi tiết | Sarkanaitė 1' · Zabolotnaja 29' · Potapova 56' |

| Serbia        | 1–1      | Cộng hòa Ireland |
| ------------- | -------- | ---------------- |
| Kovačević 54' | Chi tiết | Beirne 33'       |

### Bảng 5
| VT | Đội          | ST | T | H | B | BT | BB | HS  | Đ | Giành quyền tham dự |
| -- | ------------ | -- | - | - | - | -- | -- | --- | - | ------------------- |
| 1  | Áo (H)       | 3  | 3 | 0 | 0 | 13 | 2  | +11 | 9 | Vòng hai            |
| 2  | Cộng hòa Séc | 3  | 2 | 0 | 1 | 6  | 3  | +3  | 6 | Vòng hai            |
| 3  | Bắc Ireland  | 3  | 1 | 0 | 2 | 3  | 10 | −7  | 3 |                     |
| 4  | Ukraina      | 3  | 0 | 0 | 3 | 6  | 13 | −7  | 0 |                     |

| Cộng hòa Séc                                                 | 4–2      | Ukraina                       |
| ------------------------------------------------------------ | -------- | ----------------------------- |
| Dubcová 29' · Stárová 39' · Dubcová 54' (ph.đ.) · Veselá 69' | Chi tiết | Kovtun 3' · Ruban 20' (ph.đ.) |

| Áo                                                                          | 6–0      | Bắc Ireland |
| --------------------------------------------------------------------------- | -------- | ----------- |
| Baine 15' (l.n.) · Kofler 36' · Klein 37', 44' · Pinther 51' · Krumböck 56' | Chi tiết |             |

| Cộng hòa Séc               | 2–0      | Bắc Ireland |
| -------------------------- | -------- | ----------- |
| Dubcová 45' · Příkaská 72' | Chi tiết |             |

| Ukraina                       | 2–6      | Áo                                                                    |
| ----------------------------- | -------- | --------------------------------------------------------------------- |
| Kovtun 21' · Polyukhovych 37' | Chi tiết | Hartl 1' · Pinther 41', 52' (ph.đ.), 71' · Krumböck 78' · Klein 80+4' |

| Áo      | 1–0      | Cộng hòa Séc |
| ------- | -------- | ------------ |
| Mayr 6' | Chi tiết |              |

| Bắc Ireland                          | 3–2      | Ukraina                  |
| ------------------------------------ | -------- | ------------------------ |
| Connolly 21' · Bassett 24' · Orr 55' | Chi tiết | Ruban 40+2' · Fomych 43' |

### Bảng 6
| VT | Đội         | ST | T | H | B | BT | BB | HS  | Đ | Giành quyền tham dự |
| -- | ----------- | -- | - | - | - | -- | -- | --- | - | ------------------- |
| 1  | Scotland    | 3  | 3 | 0 | 0 | 15 | 1  | +14 | 9 | Vòng hai            |
| 2  | Thụy Điển   | 3  | 2 | 0 | 1 | 12 | 4  | +8  | 6 | Vòng hai            |
| 3  | Croatia (H) | 3  | 1 | 0 | 2 | 3  | 8  | −5  | 3 |                     |
| 4  | Montenegro  | 3  | 0 | 0 | 3 | 0  | 17 | −17 | 0 |                     |

| Thụy Điển                                                                 | 5–1      | Croatia           |
| ------------------------------------------------------------------------- | -------- | ----------------- |
| Rulander 13' · Larsson 43' · Finndell 60' · Filekovic 67' · Strömblad 79' | Chi tiết | Tomić 18' (ph.đ.) |

| Scotland                                                                                  | 9–0      | Montenegro |
| ----------------------------------------------------------------------------------------- | -------- | ---------- |
| Whyte 10', 37', 59' · Gallacher 22' · Cuthbert 26' · Hay 48' · Boyce 56', 73' · Brown 79' | Chi tiết |            |

| Thụy Điển                                                        | 6–0      | Montenegro |
| ---------------------------------------------------------------- | -------- | ---------- |
| Rulander 22' · Wieder 39', 64', 65' · Larsson 45' · Korhonen 68' | Chi tiết |            |

| Croatia | 0–3      | Scotland                           |
| ------- | -------- | ---------------------------------- |
|         | Chi tiết | Brown 12' · Hay 19' · Cuthbert 67' |

| Montenegro | 0–2      | Croatia        |
| ---------- | -------- | -------------- |
|            | Chi tiết | Mihić 43', 47' |

| Scotland                            | 3–1      | Thụy Điển     |
| ----------------------------------- | -------- | ------------- |
| Cuthbert 19' · Boyce 49' · Kerr 54' | Chi tiết | Filekovic 65' |

### Bảng 7
| VT | Đội        | ST | T | H | B | BT | BB | HS  | Đ | Giành quyền tham dự |
| -- | ---------- | -- | - | - | - | -- | -- | --- | - | ------------------- |
| 1  | Bỉ         | 3  | 3 | 0 | 0 | 10 | 0  | +10 | 9 | Vòng hai            |
| 2  | Belarus    | 3  | 2 | 0 | 1 | 8  | 2  | +6  | 6 | Vòng hai            |
| 3  | Wales      | 3  | 1 | 0 | 2 | 3  | 7  | −4  | 3 |                     |
| 4  | Latvia (H) | 3  | 0 | 0 | 3 | 0  | 12 | −12 | 0 |                     |

| Wales | 0–2      | Belarus              |
| ----- | -------- | -------------------- |
|       | Chi tiết | Dranovskaya 30', 33' |

| Bỉ                                           | 3–0      | Latvia |
| -------------------------------------------- | -------- | ------ |
| Wijnants 58' · De Schrijver 65' · Guns 80+2' | Chi tiết |        |

| Bỉ                   | 2–0      | Belarus |
| -------------------- | -------- | ------- |
| Soree 22' · Guns 37' | Chi tiết |         |

| Latvia | 0–3      | Wales                   |
| ------ | -------- | ----------------------- |
|        | Chi tiết | Chivers 53', 70', 80+3' |

| Wales | 0–5      | Bỉ                                                    |
| ----- | -------- | ----------------------------------------------------- |
|       | Chi tiết | Abdulai Toloba 6', 23' · Soree 12', 27' · Dhont 80+2' |

| Belarus                                                            | 6–0      | Latvia |
| ------------------------------------------------------------------ | -------- | ------ |
| Yushko 6', 44' · Kakoshina 25' · Goncharova 63' · Stezhko 71', 76' | Chi tiết |        |

### Bảng 8
Tám bàn thắng của Signe Bruun trong trận gặp Kazakhstan cân bằng kỷ lục của Vivianne Miedema cũng trước Kazakhstan vào năm 2012.

| VT | Đội               | ST | T | H | B | BT | BB | HS  | Đ | Giành quyền tham dự |
| -- | ----------------- | -- | - | - | - | -- | -- | --- | - | ------------------- |
| 1  | Đan Mạch          | 3  | 3 | 0 | 0 | 23 | 0  | +23 | 9 | Vòng hai            |
| 2  | Thổ Nhĩ Kỳ        | 3  | 2 | 0 | 1 | 10 | 2  | +8  | 6 | Vòng hai            |
| 3  | Bắc Macedonia (H) | 3  | 1 | 0 | 2 | 1  | 15 | −14 | 3 |                     |
| 4  | Kazakhstan        | 3  | 0 | 0 | 3 | 0  | 17 | −17 | 0 |                     |

| Đan Mạch | 10–0     | Bắc Macedonia |
| --- | -------- | ------------- |
| Bruun 10', 26' · Klitgaard 12', 13', 20' · Møller Thomsen 33' · Lauridsen 64' · Abildå 75' · Frank 78' (ph.đ.) · Hymøller 80' | Chi tiết |               |

| Thổ Nhĩ Kỳ                                                   | 5–0      | Kazakhstan |
| ------------------------------------------------------------ | -------- | ---------- |
| Civelek 40+2' · Hançar 54', 80' · Türkoğlu 58' · Arhan 80+2' | Chi tiết |            |

| Đan Mạch                                                                                    | 11–0     | Kazakhstan |
| ------------------------------------------------------------------------------------------- | -------- | ---------- |
| Bruun 11', 21', 25', 27', 40', 44', 47', 71' · Struck 52' · Kjærsig Sunesen 68' · Frank 75' | Chi tiết |            |

| Bắc Macedonia | 0–5      | Thổ Nhĩ Kỳ                                                   |
| ------------- | -------- | ------------------------------------------------------------ |
|               | Chi tiết | Arhan 7' · Kilinç 35' · Hançar 63' · Civelek 77' · Manya 79' |

| Thổ Nhĩ Kỳ | 0–2      | Đan Mạch                        |
| ---------- | -------- | ------------------------------- |
|            | Chi tiết | Frank 15' · Kjærsig Sunesen 60' |

| Kazakhstan | 0–1      | Bắc Macedonia |
| ---------- | -------- | ------------- |
|            | Chi tiết | Petrovska 77' |

### Bảng 9
| VT | Đội                | ST | T | H | B | BT | BB | HS  | Đ | Giành quyền tham dự |
| -- | ------------------ | -- | - | - | - | -- | -- | --- | - | ------------------- |
| 1  | Ý                  | 3  | 3 | 0 | 0 | 7  | 0  | +7  | 9 | Vòng hai            |
| 2  | Na Uy              | 3  | 2 | 0 | 1 | 5  | 2  | +3  | 6 | Vòng hai            |
| 3  | Hy Lạp             | 3  | 1 | 0 | 2 | 3  | 2  | +1  | 3 |                     |
| 4  | Quần đảo Faroe (H) | 3  | 0 | 0 | 3 | 0  | 11 | −11 | 0 |                     |

| Ý                                     | 4–0      | Quần đảo Faroe |
| ------------------------------------- | -------- | -------------- |
| Serturini 3', 16', 29' · Pezzotta 31' | Chi tiết |                |

| Na Uy      | 1–0      | Hy Lạp |
| ---------- | -------- | ------ |
| Nautnes 5' | Chi tiết |        |

| Na Uy                                                    | 4–0      | Quần đảo Faroe |
| -------------------------------------------------------- | -------- | -------------- |
| Kvernvolden 18' · Nautnes 29' · Willmann 33' · Døvle 69' | Chi tiết |                |

| Hy Lạp | 0–1      | Ý             |
| ------ | -------- | ------------- |
|        | Chi tiết | Marinelli 45' |

| Ý                               | 2–0      | Na Uy |
| ------------------------------- | -------- | ----- |
| Peressotti 49' · Mascarello 58' | Chi tiết |       |

| Quần đảo Faroe | 0–3      | Hy Lạp                               |
| -------------- | -------- | ------------------------------------ |
|                | Chi tiết | Chatzinikolaou 2', 52' · Gatsiou 74' |

### Bảng 10
| VT | Đội          | ST | T | H | B | BT | BB | HS | Đ | Giành quyền tham dự |
| -- | ------------ | -- | - | - | - | -- | -- | -- | - | ------------------- |
| 1  | Hà Lan       | 3  | 2 | 1 | 0 | 7  | 3  | +4 | 7 | Vòng hai            |
| 2  | Slovakia     | 3  | 2 | 0 | 1 | 4  | 3  | +1 | 6 | Vòng hai            |
| 3  | Israel       | 3  | 1 | 0 | 2 | 2  | 4  | −2 | 3 |                     |
| 4  | Slovenia (H) | 3  | 0 | 1 | 2 | 3  | 6  | −3 | 1 |                     |

| Hà Lan                                    | 3–0      | Israel |
| ----------------------------------------- | -------- | ------ |
| Nouwen 19' · De Beer 30' · Van Velzen 38' | Chi tiết |        |

| Slovenia    | 1–2      | Slovakia                    |
| ----------- | -------- | --------------------------- |
| Kuštrin 36' | Chi tiết | Čeriová 8' · Mikolajová 52' |

| Hà Lan         | 2–1      | Slovakia      |
| -------------- | -------- | ------------- |
| Kalma 14', 65' | Chi tiết | Šurnovská 80' |

| Israel               | 2–0      | Slovenia |
| -------------------- | -------- | -------- |
| Goor 59' · Hazan 67' | Chi tiết |          |

| Slovenia                          | 2–2      | Hà Lan                     |
| --------------------------------- | -------- | -------------------------- |
| Kolbl 17' · De Sanders 69' (l.n.) | Chi tiết | Nouwen 2' · De Sanders 46' |

| Slovakia              | 1–0      | Israel |
| --------------------- | -------- | ------ |
| Šurnovská 70' (ph.đ.) | Chi tiết |        |

### Xếp hạng đội thứ ba
Chỉ các trận đấu với đội nhất bảng và nhì bảng mới được sử dụng để xác định thứ hạng.
| VT | Bg | Đội                  | ST | T | H | B | BT | BB | HS  | Đ | Giành quyền tham dự |
| -- | -- | -------------------- | -- | - | - | - | -- | -- | --- | - | ------------------- |
| 1  | 4  | România              | 2  | 0 | 1 | 1 | 1  | 3  | −2  | 1 | Vòng hai            |
| 2  | 9  | Hy Lạp               | 2  | 0 | 0 | 2 | 0  | 2  | −2  | 0 |                     |
| 3  | 3  | Bồ Đào Nha           | 2  | 0 | 0 | 2 | 1  | 4  | −3  | 0 |                     |
| 4  | 10 | Israel               | 2  | 0 | 0 | 2 | 0  | 4  | −4  | 0 |                     |
| 5  | 1  | Bulgaria             | 2  | 0 | 0 | 2 | 0  | 6  | −6  | 0 |                     |
| 6  | 6  | Croatia              | 2  | 0 | 0 | 2 | 1  | 8  | −7  | 0 |                     |
| 7  | 7  | Wales                | 2  | 0 | 0 | 2 | 0  | 7  | −7  | 0 |                     |
| 8  | 5  | Bắc Ireland          | 2  | 0 | 0 | 2 | 0  | 8  | −8  | 0 |                     |
| 9  | 2  | Bosna và Hercegovina | 2  | 0 | 0 | 2 | 0  | 13 | −13 | 0 |                     |
| 10 | 8  | Bắc Macedonia        | 2  | 0 | 0 | 2 | 0  | 15 | −15 | 0 |                     |

## Vòng hai
Hai mươi tư đội được chia thành sáu bảng, chọn ra bảy đội (6 đội nhất và đội nhì xuất sắc nhất) lọt vào vòng chung kết.
Thời gian thi đấu từ ngày 28 tháng 3 năm 2015 trở về trước là CET (UTC+1), trở về sau là CEST (UTC+2).

### Bảng 1
| VT | Đội            | ST | T | H | B | BT | BB | HS  | Đ | Giành quyền tham dự |
| -- | -------------- | -- | - | - | - | -- | -- | --- | - | ------------------- |
| 1  | Thụy Sĩ        | 3  | 3 | 0 | 0 | 16 | 1  | +15 | 9 | Vòng chung kết      |
| 2  | Serbia         | 3  | 1 | 0 | 2 | 4  | 10 | −6  | 3 |                     |
| 3  | Phần Lan       | 3  | 1 | 0 | 2 | 3  | 7  | −4  | 3 |                     |
| 4  | Thổ Nhĩ Kỳ (H) | 3  | 1 | 0 | 2 | 2  | 7  | −5  | 3 |                     |

| Phần Lan       | 1–2      | Thổ Nhĩ Kỳ      |
| -------------- | -------- | --------------- |
| Peltoniemi 62' | Chi tiết | Hançar 52', 69' |

| Thụy Sĩ                                                                              | 8–1      | Serbia        |
| ------------------------------------------------------------------------------------ | -------- | ------------- |
| Surdez 4', 10', 26', 51' · Reuteler 47' · Stampfli 55' · Jenzer 78' · Lienhard 80+1' | Chi tiết | Filipović 40' |

| Phần Lan                    | 2–1      | Serbia        |
| --------------------------- | -------- | ------------- |
| Lassas 24' · Rantanen 80+4' | Chi tiết | Filipović 44' |

| Thổ Nhĩ Kỳ | 0–4      | Thụy Sĩ                                              |
| ---------- | -------- | ---------------------------------------------------- |
|            | Chi tiết | Lienhard 7' · Surdez 18' · Mégroz 25' · Reuteler 44' |

| Thụy Sĩ                                                      | 4–0      | Phần Lan |
| ------------------------------------------------------------ | -------- | -------- |
| Reuteler 34' · Mégroz 47' (ph.đ.) · Surdez 53' · Lehmann 61' | Chi tiết |          |

| Serbia                       | 2–0      | Thổ Nhĩ Kỳ |
| ---------------------------- | -------- | ---------- |
| Frajtović 43' · Ivanović 74' | Chi tiết |            |

### Bảng 2
| VT | Đội                  | ST | T | H | B | BT | BB | HS | Đ | Giành quyền tham dự |
| -- | -------------------- | -- | - | - | - | -- | -- | -- | - | ------------------- |
| 1  | Anh                  | 3  | 2 | 0 | 1 | 6  | 3  | +3 | 6 | Vòng chung kết      |
| 2  | Cộng hòa Ireland (H) | 3  | 1 | 2 | 0 | 2  | 0  | +2 | 5 | Vòng chung kết      |
| 3  | Hà Lan               | 3  | 1 | 1 | 1 | 5  | 3  | +2 | 4 |                     |
| 4  | Hungary              | 3  | 0 | 1 | 2 | 2  | 9  | −7 | 1 |                     |

| Hà Lan                                                | 5–1      | Hungary            |
| ----------------------------------------------------- | -------- | ------------------ |
| Kalma 5', 27' · Van den Heuval 7', 34' · Altelaar 67' | Chi tiết | C. Krascsenics 76' |

| Anh | 0–2      | Cộng hòa Ireland       |
| --- | -------- | ---------------------- |
|     | Chi tiết | Doyle 15' · Noonan 34' |

| Cộng hòa Ireland | 0–0      | Hà Lan |
| ---------------- | -------- | ------ |
|                  | Chi tiết |        |

| Anh                                             | 4–1      | Hungary    |
| ----------------------------------------------- | -------- | ---------- |
| Kelly 12' · Patten 24' · Parker 48' · Allen 77' | Chi tiết | Kocsán 42' |

| Hà Lan | 0–2      | Anh                         |
| ------ | -------- | --------------------------- |
|        | Chi tiết | Wubben-Moy 2' · Stanway 70' |

| Hungary | 0–0      | Cộng hòa Ireland |
| ------- | -------- | ---------------- |
|         | Chi tiết |                  |

### Bảng 3
| VT | Đội          | ST | T | H | B | BT | BB | HS  | Đ | Giành quyền tham dự |
| -- | ------------ | -- | - | - | - | -- | -- | --- | - | ------------------- |
| 1  | Đức          | 3  | 3 | 0 | 0 | 16 | 1  | +15 | 9 | Vòng chung kết      |
| 2  | Cộng hòa Séc | 3  | 2 | 0 | 1 | 6  | 6  | 0   | 6 |                     |
| 3  | Ý (H)        | 3  | 1 | 0 | 2 | 2  | 6  | −4  | 3 |                     |
| 4  | Belarus      | 3  | 0 | 0 | 3 | 1  | 12 | −11 | 0 |                     |

| Đức                                                                     | 6–0      | Belarus |
| ----------------------------------------------------------------------- | -------- | ------- |
| Sanders 18', 61', 66' · Hipp 33' · Kardesler 45' (ph.đ.) · Dallmann 62' | Chi tiết |         |

| Ý | 0–1      | Cộng hòa Séc |
| - | -------- | ------------ |
|   | Chi tiết | Dubcová 4'   |

| Đức                                                                                 | 5–1      | Cộng hòa Séc |
| ----------------------------------------------------------------------------------- | -------- | ------------ |
| Feldkamp 19' · Čížková 38' (l.n.) · Gwinn 40' · Kardesler 68' (ph.đ.) · Sanders 73' | Chi tiết | Dubcová 79'  |

| Belarus | 0–2      | Ý                  |
| ------- | -------- | ------------------ |
|         | Chi tiết | Serturini 40', 56' |

| Ý | 0–5      | Đức                                  |
| - | -------- | ------------------------------------ |
|   | Chi tiết | Minge 4', 20', 34', 68' · Möller 65' |

| Cộng hòa Séc                                  | 4–1      | Belarus        |
| --------------------------------------------- | -------- | -------------- |
| Szewieczková 65', 70', 73' · Ducháčková 80+6' | Chi tiết | Dranouskaya 8' |

### Bảng 4
| VT | Đội         | ST | T | H | B | BT | BB | HS  | Đ | Giành quyền tham dự |
| -- | ----------- | -- | - | - | - | -- | -- | --- | - | ------------------- |
| 1  | Tây Ban Nha | 3  | 3 | 0 | 0 | 12 | 0  | +12 | 9 | Vòng chung kết      |
| 2  | Bỉ          | 3  | 2 | 0 | 1 | 6  | 4  | +2  | 6 |                     |
| 3  | România     | 3  | 1 | 0 | 2 | 5  | 12 | −7  | 3 |                     |
| 4  | Nga (H)     | 3  | 0 | 0 | 3 | 2  | 9  | −7  | 0 |                     |

| Bỉ                                                                  | 5–0      | România |
| ------------------------------------------------------------------- | -------- | ------- |
| Asselberghs 4' · Moraru 14' (l.n.) · Guns 31', 40+2' · Wijnants 46' | Chi tiết |         |

| Tây Ban Nha                                            | 3–0      | Nga |
| ------------------------------------------------------ | -------- | --- |
| Aleixandri López 25' · Menayo 54' · García Córdoba 67' | Chi tiết |     |

| Tây Ban Nha                                              | 5–0      | România |
| -------------------------------------------------------- | -------- | ------- |
| Guijarro 37' · Batlle 59' · Oroz 60', 62' · Montilla 66' | Chi tiết |         |

| Nga | 0–1      | Bỉ              |
| --- | -------- | --------------- |
|     | Chi tiết | De Priester 64' |

| Bỉ | 0–4      | Tây Ban Nha                                                         |
| -- | -------- | ------------------------------------------------------------------- |
|    | Chi tiết | Oroz 2' · Montilla 37' · Guijarro 51' (ph.đ.) · Bonmati 74' (ph.đ.) |

| România                                                | 5–2      | Nga                                    |
| ------------------------------------------------------ | -------- | -------------------------------------- |
| Petre 37' · Ciolacu 42', 56', 69' · Meluță 73' (ph.đ.) | Chi tiết | Bespalikova 26' · Drozdova 35' (ph.đ.) |

### Bảng 5
| VT | Đội       | ST | T | H | B | BT | BB | HS | Đ | Giành quyền tham dự |
| -- | --------- | -- | - | - | - | -- | -- | -- | - | ------------------- |
| 1  | Na Uy     | 3  | 2 | 1 | 0 | 5  | 3  | +2 | 7 | Vòng chung kết      |
| 2  | Thụy Điển | 3  | 1 | 2 | 0 | 3  | 2  | +1 | 5 |                     |
| 3  | Áo (H)    | 3  | 1 | 0 | 2 | 3  | 4  | −1 | 3 |                     |
| 4  | Đan Mạch  | 3  | 0 | 1 | 2 | 1  | 3  | −2 | 1 |                     |

| Đan Mạch   | 1–1      | Thụy Điển    |
| ---------- | -------- | ------------ |
| Abildå 26' | Chi tiết | Kullashi 54' |

| Áo                           | 2–3      | Na Uy                                                 |
| ---------------------------- | -------- | ----------------------------------------------------- |
| Krumböck 27' · Pinther 80+2' | Chi tiết | Kvernvolden 50' · Løfshus 78' · Ellingsen 80' (ph.đ.) |

| Đan Mạch | 0–1      | Na Uy       |
| -------- | -------- | ----------- |
|          | Chi tiết | Wilmann 25' |

| Thụy Điển   | 1–0      | Áo |
| ----------- | -------- | -- |
| Persson 78' | Chi tiết |    |

| Áo          | 1–0      | Đan Mạch |
| ----------- | -------- | -------- |
| Pinther 34' | Chi tiết |          |

| Na Uy             | 1–1      | Thụy Điển    |
| ----------------- | -------- | ------------ |
| Persson 6' (l.n.) | Chi tiết | Kullashi 19' |

### Bảng 6
| VT | Đội        | ST | T | H | B | BT | BB | HS | Đ | Giành quyền tham dự |
| -- | ---------- | -- | - | - | - | -- | -- | -- | - | ------------------- |
| 1  | Pháp       | 3  | 3 | 0 | 0 | 6  | 1  | +5 | 9 | Vòng chung kết      |
| 2  | Scotland   | 3  | 2 | 0 | 1 | 4  | 3  | +1 | 6 |                     |
| 3  | Ba Lan (H) | 3  | 1 | 0 | 2 | 2  | 3  | −1 | 3 |                     |
| 4  | Slovakia   | 3  | 0 | 0 | 3 | 0  | 5  | −5 | 0 |                     |

| Scotland           | 2–0      | Slovakia |
| ------------------ | -------- | -------- |
| Gallacher 11', 53' | Chi tiết |          |

| Pháp                    | 2–0      | Ba Lan |
| ----------------------- | -------- | ------ |
| Katoto 72' (ph.đ.), 77' | Chi tiết |        |

| Ba Lan | 0–1      | Scotland   |
| ------ | -------- | ---------- |
|        | Chi tiết | Cornet 65' |

| Pháp            | 1–0      | Slovakia |
| --------------- | -------- | -------- |
| Ould Braham 46' | Chi tiết |          |

| Scotland               | 1–3      | Pháp                                        |
| ---------------------- | -------- | ------------------------------------------- |
| Ould Braham 21' (l.n.) | Chi tiết | Katoto 25' · Ould Braham 38' · Boutaleb 39' |

| Slovakia | 0–2      | Ba Lan                           |
| -------- | -------- | -------------------------------- |
|          | Chi tiết | Marszewska 24' · Zawistowska 69' |

### Xếp hạng đội nhì bảng
Chỉ các trận đấu với đội nhất bảng và thứ ba mới được sử dụng để xác định thứ hạng.
| VT | Bg | Đội              | ST | T | H | B | BT | BB | HS | Đ | Giành quyền tham dự |
| -- | -- | ---------------- | -- | - | - | - | -- | -- | -- | - | ------------------- |
| 1  | 2  | Cộng hòa Ireland | 2  | 1 | 1 | 0 | 2  | 0  | +2 | 4 | Vòng chung kết      |
| 2  | 5  | Thụy Điển        | 2  | 1 | 1 | 0 | 2  | 1  | +1 | 4 |                     |
| 3  | 4  | Bỉ               | 2  | 1 | 0 | 1 | 5  | 4  | +1 | 3 |                     |
| 4  | 6  | Scotland         | 2  | 1 | 0 | 1 | 2  | 3  | −1 | 3 |                     |
| 5  | 3  | Cộng hòa Séc     | 2  | 1 | 0 | 1 | 2  | 5  | −3 | 3 |                     |
| 6  | 1  | Serbia           | 2  | 0 | 0 | 2 | 2  | 10 | −8 | 0 |                     |